# Chen Guangbiao
Chen Guangbiao est un homme d'affaires chinois. Il possède notamment Jiangsu Huangpu Renewable Resources. Sa notoriété vient de ses propositions excentriques, comme le rachat du New York Times, sa carte de visite provocante, ou encore la vente de cannettes d'air pur,.